# Baskarp
Baskarp is een plaats in de gemeente Habo in het landschap Västergötland en de provincie Jönköpings län in Zweden. De plaats heeft 78 inwoners (2005) en een oppervlakte van 11 hectare.